# Baolin, Qionglai
Baolin (kinesiska: 宝林镇, 宝林) var en köping i Kina. Den ligger i provinsen Sichuan, i den sydvästra delen av landet, omkring 62 kilometer sydväst om provinshuvudstaden Chengdu.
I december 2019 inkorporerades den i stadsdelsdistriktet Wenjun i staden Qionglai.